# Hrabstwo Dolores
Hrabstwo Dolores (ang. Dolores County) – hrabstwo w stanie Kolorado w Stanach Zjednoczonych. Hrabstwo zajmuje powierzchnię 2766 km². Według szacunków United States Census Bureau w roku 2010 liczyło 2 064 mieszkańców. Siedzibą administracyjną hrabstwa jest Dove Creek.

## Miasta
- Dove Creek
- Rico